# Charles de T'Serclaes Tilly

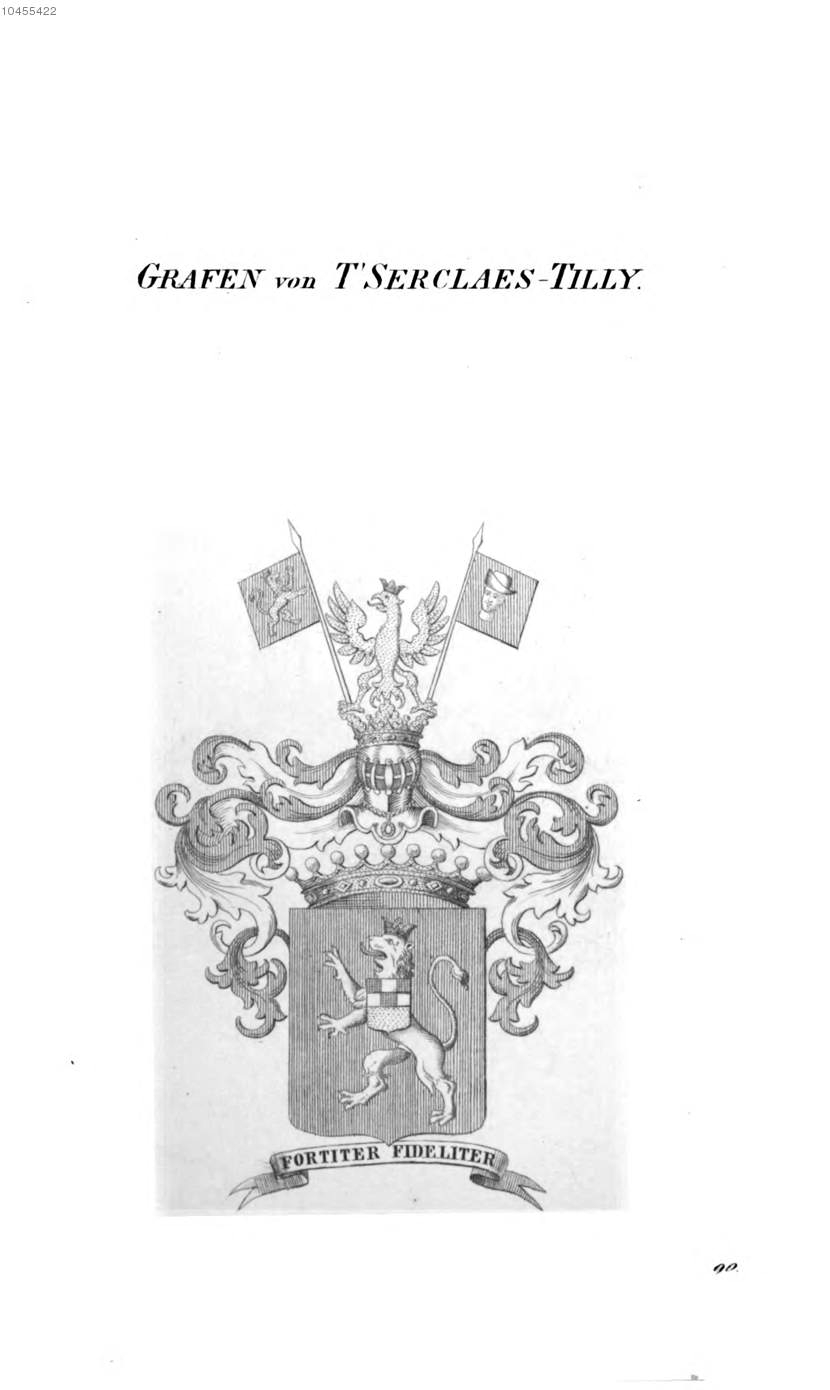
Wapen T'Serclaes-Tilly

Wapen van het geslacht T'Serclaes

Charles Gustave Edouard Auguste de T'Serclaes-Tilly (Brussel, 23 februari 1785 - 17 april 1869), ook De T'Serclaes-Tilly d'Herlaer, was een Zuid-Nederlands edelman.

## Geschiedenis
De familie T'Serclaes had een stamboom die opklom tot in de zestiende eeuw, met waarschijnlijke wortels tot in de dertiende eeuw.
Een van de laatste heren T'Serclaes onder het ancien régime was jonkheer Benjamin T'Serclaes (1751-1786), die in 1783 getrouwd was met Julie Fonton de la Salle (1752-1833).

## Levensloop
Charles de T'Serclaes-Tilly, zoon van Benjamin, werd in 1816, ten tijde van het Verenigd Koninkrijk der Nederlanden, erkend in de erfelijke adel en benoemd in de Ridderschap van Zuid-Brabant. In 1821 werd hij verheven tot graaf, een titel overdraagbaar bij eerstgeboorte. Hij werd lid van de Provinciale Staten van Zuid-Brabant en kamerheer van koning Willem I der Nederlanden.
Hij trouwde in 1808 met Victoire de Beeckman de Schoore (1790-1872), dochter van een burgemeester van Leuven. In de laatste tien jaar van zijn leven woonde hij in het Hotel van Willebroek, Wollestraat 11 in Brussel.
De enige dochter uit dit huwelijk, Mathilde T'Serclaes (1815-1881), trouwde met graaf Emmanuel de Beauffort (1812-1886). Hiermee doofde de oudste tak van de familie T'Serclaes uit.